# Coorom
Coorom ist ein Ort in Uganda.
Der Ort liegt etwa 260 km Luftlinie nördlich der Hauptstadt Kampala, im Distrikt Amuru. Im Ort befindet sich die Coorom Primary School.

## Söhne des Ortes
- Dominic Ongwen (* 1978), Kriegsverbrecher